# Madagascar National Parks
Madagascar National Parks est l'organisme chargé d’établir, de conserver et de gérer de manière durable les parcs nationaux de Madagascar. Créée en 1990, cette association de droit privé a été reconnue d'utilité publique via le décret n° 91-592 du 4 décembre 1991.
En 2020, Madagascar National Parks gère 43 aires protégées dont 5 sites Ramsar, 5 réserves de biosphère et 7 sites labélisés patrimoine mondial de l'UNESCO.

## Fonctionnement institutionnel
Madagascar National Parks est une association de droit malgache.
Le ministre de l'environnement et du développement durable est président du conseil d'administration.
Depuis le 20 décembre 2019, le nouveau directeur général de MNP est Mamy Rakotoarijaona. 
Le siège de l'association se situe à Ambatobe à Antananarivo.

## Historique
L'Association Nationale pour la Gestion des Aires Protégées (ANGAP) a été créée en 1990, puis reconnue d'utilité publique et mandatée pour la gestion des aire protégées 4 décembre 1991. L'association a été renommée en Madagascar National Parks, le 14 novembre 2008.